# Jason Cooper
Jason Toop Cooper (født 31. januar 1967) er en engelsk trommeslager, der er bedst kendt for sit arbejde med gruppen The Cure.

## Diskografi
Med The Cure
- Wild Mood Swings (1996)
- Galore (1997)
- Bloodflowers (2000)
- Greatest Hits (2001)
- Trilogy (2003), DVD
- The Cure (2004)
- Festival 2005 (2005), DVD
- 4:13 Dream (2008)
- Bestival Live 2011 (2011)
- 40 Live Curaetion 25 + Anniversary (2018)DVD/BluRay